# Oberdan Nazareno Vilain
Oberdan Nazareno Vilain (Florianópolis, 2 de junho de 1945) é um ex-futebolista brasileiro que atuava como zagueiro.

## Carreira
Considerado um jogador de grande técnica, mudou-se ainda menino para Curitiba e transferiu-se para o juvenil do Coritiba em 1962. Iniciou sua carreira no profissional do Coxa, em 1963, aos 18 anos de idade.
Foi contratado em seguida pelo Santos, onde estreou em 3 de junho de 1965 na vitória por 4 x 1 sobre o Vasco, em jogo amistoso.
Pelo clube foi campeão Paulista em 1965, 1967, 1968, 1969 e 1973, além de vencer o Torneio Roberto Gomes Pedrosa em 1968.
Com um empréstimo ao Coritiba, em 1970, voltando ao time paulista em 1971 e lá ficando até o ano de 1974, mas em 1973 jogou as finais do Campeonato Paranaense e o Torneio do Povo, sendo campeão nesses dois campeonatos pela equipe do Coxa.
Pelo Peixe, fez 344 jogos e marcou 8 gols.
Em 1975, voltou ao Coritiba, onde foi campeão Paranaense em 1975 e 1976 e resolveu encerrar a carreira depois deste Bicampeonato. Com a camisa alviverde, fez 148 jogos, marcou 16 gols e conquistou 4 títulos.
Entretanto, em 1977, o técnico Tele Santana o leva ao Grêmio Foot-Ball Porto Alegrense, pelo qual sagrou-se Campeão Gaúcho em 1977, quebrando um longo jejum de títulos do tricolor, onde até hoje é lembrado como um grande ídolo. Em 1979 Oberdan se retira do futebol.
Oberdan teve uma rápida experiência como técnico de futebol no Grêmio em 1980. Em 1982 foi citado no escândalo da Máfia da Loteria Esportiva.
Hoje é o presidente do Grupo JAN, detentor da marca de Água Mineral Imperatriz, no estado de Santa Catarina.

## Títulos
Coritiba
- Campeonato Paranaense: 1975 e 1976
- Torneio Internacional de Verão: 1970
- Torneio do Povo: 1973

Santos
- Recopa dos Campeões Intercontinentais:  1968
- Supercopa Sulamericana dos Campeões Intercontinentais:  1968
- Campeonato Brasileiro: 1968
- Torneio Rio-São Paulo: 1966[12]
- Campeonato Paulista: 1965, 1967[6], 1968, 1969 e 1973

Grêmio
- Campeonato Gaúcho: 1977